# Knoedgen
De firma Knoedgen was een pijpenfabriek die zich bevond nabij de Gerdingerpoort in de Belgische stad Bree.

## Geschiedenis
Het bedrijf ontstond in 1846 te Maastricht en werd in 1853 overgebracht naar Bree, toen de eigenaar, de Duitser Jean Jacques Knoedgen met een meisje uit Bree trouwde. Hoewel banden met de firma Wingender-Knoedgen uit Chokier niet duidelijk gedocumenteerd zijn, maakten beide firma's vaak dezelfde modellen. Het betrof voornamelijk aarden pijpen.
Door diverse huwelijken kwam de fabriek, na de Eerste Wereldoorlog, in handen van Jan Hillen, die een kleinzoon van de oprichter was. Onder diens leiding ging men ook Asbestos en Bruyere pijpen vervaardigen. Veel modellen kwamen ook overeen met de Nederlandse pijpen van de firma's Goedewaagen en Van der Want. De firma Knoedgen stond bekend om het fraaie meerkleurig emailleren en lakken van bepaalde accenten op de pijpenkoppen.
In 1979 werd de firma overgenomen door de Koninklijke Pijpenfabriek Elbert Gubbels te Roermond. Niet lang daarna verdween het bedrijf uit Bree.
De vele modellen pijpen van Knoedgen, die ook wel als bodemvondst aan de dag komen, vormen tegenwoordig een verzamelobject.

## Externe bron
- Knoedgen